# Élections législatives de 1906 dans les Hautes-Alpes
 (signalé en août 2025).
Si vous disposez d'ouvrages ou d'articles de référence ou si vous connaissez des sites web de qualité traitant du thème abordé ici, merci de compléter l'article en donnant les références utiles à sa vérifiabilité et en les liant à la section « Notes et références ».
- Archive Wikiwix
- Bing
- Cairn
- DuckDuckGo
- E. Universalis
- Gallica
- Google
- G. Books
- G. News
- G. Scholar
- Persée
- Qwant
- (zh) Baidu
- (ru) Yandex
- (wd) trouver des œuvres sur Wikidata

Les élections législatives dans les Hautes-Alpes, ancien nom des Hautes-Alpes jusqu'en 1970, ont lieu les dimanches 6 mai 1906 et 20 mai 1906.
Elles ont pour but d'élire les 3 députés représentant le département à la Chambre des députés pour un mandat de quatre années.

## Mode de scrutin
L'élection se fait au scrutin d'arrondissement, soit un mode uninominal majoritaire à deux tours.
La circonscription pour l'élection est l'arrondissement.
Le scrutin est individuel, chaque arrondissement élisant un député.
Les arrondissements qui ont plus de cent mille habitants sont divisés. Dans ce cas on élit un député par circonscription électorale.
L'article 18 précise qu'il faut réunir pour être élu au premier tour :
1. La majorité absolue des suffrages exprimés ;
2. Un nombre de suffrages égal au quart des électeurs inscrits.

Au deuxième tour la majorité relative suffit. En cas d'égalité c'est le plus âgé qui est élu.

## Résultats par arrondissement

### Arrondissement de Briançon
Il regroupe tous les cantons de l'arrondissement, à l'est du département.
| Candidats      | Candidats        | Étiquette      | Premier tour | Premier tour | Ballotage | Ballotage |
| Candidats      | Candidats        | Étiquette      | Voix         | %            | Voix      | %         |
| -------------- | ---------------- | -------------- | ------------ | ------------ | --------- | --------- |
|                | Émile Merle      | app SFIO       | 1 919        | 36,71        | 2 877     | 54,03     |
|                | Boursier         | Conservateur   | 1 875        | 35,87        | 2 445     | 45,92     |
|                | Léon Laurençon * | Progressiste   | 719          | 13,75        | 2         | 0,04      |
|                | Cohen            | Rad ind        | 579          | 11,08        |           |           |
|                | Lussignol        | Rad-soc        | 139          | 2,66         |           |           |
|                |                  |                |              |              |           |           |
| Inscrits       | Inscrits         | Inscrits       | 6 375        | 100,00       | 6 375     | 100,00    |
| Votants        | Votants          | Votants        | 5 264        | 82,57        | 5 354     | 83,98     |
| Blancs et nuls | Blancs et nuls   | Blancs et nuls | 36           | 0,68         | 29        | 0,54      |
| Exprimés       | Exprimés         | Exprimés       | 5 228        | 99,32        | 5 325     | 99,46     |

*sortant

### Arrondissement d'Embrun
Il regroupe tous les cantons de l'arrondissement, au centre du département.
François Pavie (Rép G), ne se représente pas.
| Candidats      | Candidats       | Étiquette       | Premier tour | Premier tour |
| Candidats      | Candidats       | Étiquette       | Voix         | %            |
| -------------- | --------------- | --------------- | ------------ | ------------ |
|                | Victor Bonniard | Action libérale | 3 242        | 57,25        |
|                | Édouard Ferrary | Rad ind         | 2 423        | 42,79        |
|                | Achard          |                 | 1            | 0,02         |
|                |                 |                 |              |              |
| Inscrits       | Inscrits        | Inscrits        | 6 830        | 100,00       |
| Votants        | Votants         | Votants         | 5 718        | 83,72        |
| Blancs et nuls | Blancs et nuls  | Blancs et nuls  | 55           | 0,96         |
| Exprimés       | Exprimés        | Exprimés        | 5 663        | 99,04        |

*sortant

### Arrondissement de Gap
Il regroupe tous les cantons de l'arrondissement, à l'ouest du département.
| Candidats      | Candidats          | Étiquette      | Premier tour | Premier tour |
| Candidats      | Candidats          | Étiquette      | Voix         | %            |
| -------------- | ------------------ | -------------- | ------------ | ------------ |
|                | Frédéric Euzière * | Rad ind        | 7 677        | 53,65        |
|                | Victor Provansal   |                | 6 606        | 46,16        |
|                | Morénas            |                | 16           | 0,11         |
|                |                    |                |              |              |
| Inscrits       | Inscrits           | Inscrits       | 17 146       | 100,00       |
| Votants        | Votants            | Votants        | 14 499       | 84,56        |
| Blancs et nuls | Blancs et nuls     | Blancs et nuls | 189          | 1,30         |
| Exprimés       | Exprimés           | Exprimés       | 14 310       | 98,70        |

*sortant